# Ashkanov Apollon
Ashkanov Apollon (Boston, Estados Unidos; 3 de abril de 1991) es un futbolista haitiano-estadounidense. Juega de extremo y su equipo actual es el AV Alta FC de la USL League One. Es internacional absoluto por la selección de Haití desde 2021.

## Trayectoria
Apollon jugó soccer universitario para los Peninsula Pirates del Peninsula College en la NWAACC. Tras esta etapa, comenzó su carrera en clubes de Tailandia, Estados Unidos, Francia y Vietnam.
En mayo de 2021, el delantero se incorporó al San Diego 1904 de la NISA. En septiembre de ese mismo año, el jugador fichó con el Hartford Athletic de la USL Championship.

## Selección nacional
Apollon nació en Estados Unidos de padres haitianos. Debutó por la selección de Haití el 25 de marzo de 2021 ante Belice.

## Clubes
| Club                        | País           | Año           |
| --------------------------- | -------------- | ------------- |
| Grakcu Looktabfah           | Tailandia      | 2014          |
| Kitsap Pumas                | Estados Unidos | 2015          |
| Seattle Sounders FC U-23    | Estados Unidos | 2016          |
| Samut Sakhon                | Tailandia      | 2016          |
| Long An                     | Vietnam        | 2017          |
| Voltigeurs de Châteaubriant | Francia        | 2018          |
| FC Mulhouse                 | Francia        | 2018-2019     |
| SR Colmar                   | Francia        | 2019          |
| Sacramento Republic         | Estados Unidos | 2020          |
| San Diego 1904              | Estados Unidos | 2021          |
| Hartford Athletic           | Estados Unidos | 2021-2023     |
| Central Valley Fuego        | Estados Unidos | 2024          |
| AV Alta FC                  | Estados Unidos | 2025-presente |